# NGC 2807
NGC 2807 est une galaxie lenticulaire relativement éloignée et située dans la constellation du Cancer. NGC 2807 a été découverte par l'astronome prussien Heinrich Louis d'Arrest en 1863.

## Caractéristiques
Sa vitesse par rapport au fond diffus cosmologique est de 8 472 ± 20 km/s, ce qui correspond à une distance de Hubble de 125,0 ± 8,8 Mpc (∼408 millions d'al).

### Classification
Wolfgang Steinicke classe cette galaxie comme une spirale (S), mais on ne voit pas la présence d'une barre ni sur l'image de l'étude SDSS. La classification de lenticulaire par le professeur Seligman semble convenir mieux. Aucune classification n'est mentionnée sur la base de données NASA/IPAC.

## Paire de galaxies
Les vitesses radiales des galaxies NGC 2807 et PGC 26212 sont respectivement de 8 184 km/s et de 8 266 km/s. Elles sont donc à peu près à la même distance de la Voie lactée et comme elles sont rapprochées l'une de l'autre sur la sphère céleste, elles constituent une paire de galaxie. La base de données NASA/IPAC mentionne d'ailleurs que NGC 2807 fait partie d'une paire, mais sans indiquer sa compagne.